# Thanh Bình, Điện Biên Phủ
Thanh Bình là một phường thuộc thành phố Điện Biên Phủ, tỉnh Điện Biên, Việt Nam.

## Địa lý
Phường Thanh Bình có vị trí địa lý:
- Phía đông giáp phường Him Lam và phường Mường Thanh
- Các phía còn lại giáp huyện Điện Biên.

Phường Thanh Bình có diện tích 0,78 km², dân số năm 2022 là 5.608 người, mật độ dân số đạt 7.189 người/km².

## Hành chính
Phường Thanh Bình được chia thành 7 tổ dân phố: 1, 2, 3, 4, 5, 6, 7.

## Lịch sử
Ngày 26 tháng 5 năm 1997, Chính phủ ban hành Nghị định số 52-CP về việc thành lập phường Thanh Bình trên cơ sở 64,5 ha diện tích tự nhiên và 1.622 nhân khẩu của xã Thanh Luông, huyện Điên Biên.
Ngày 26 tháng 8 năm 2019, HĐND tỉnh Điện Biên ban hành Nghị quyết số 124/NQ-HĐND về việc:
- Sáp nhập TDP 2 và TDP 3 vào TDP 1.
- Thành lập TDP 2 trên cơ sở các TDP: 4, 5, 6 và một phần của TDP 7.
- Thành lập TDP 3 trên cơ sở TDP 8, TDP 9 và phần còn lại của TDP 7.
- Thành lập TDP 4 trên cơ sở TDP 10 và TDP 12.
- Thành lập TDP 5 trên cơ sở TDP 11 và TDP 13.
- Thành lập TDP 6 trên cơ sở TDP 14 và một phần của TDP 15.
- Thành lập TDP 7 trên cơ sở TDP 16 và phần còn lại của TDP 15.